# Porttipahta
Le lac Porttipahta (en finnois : Porttipahdan tekojärvi) est un lac de barrage situé dans la municipalité de Sodankylä, dans la région de Laponie, en Finlande. 